# Corbis Corporation
Corbis Corporation grundades 1989 och var ett av de ledande företagen inom den globala handeln med fotografiska bilder. Sedan början av 1990-talet har de köpt upp mer än 80 miljoner bilder i form av original, negativ och digitala bildrättigheter. Allt detta lagrades i en militärbas, 70 meter under Iron Mountain i staten Pennsylvania. 
Ensam ägare av Corbis Corporation var Microsofts grundare Bill Gates.
Sedan den 2 maj 2016 ägs Corbis Corporation av Visual China Group (VCG) och många av deras bilder finns sedan dess hos Getty Images.